# Německý fotbalový svaz pro Moravu a Slezsko
Německý fotbalový svaz pro Moravu a Slezsko, německy Deutscher Fussball-Verband für Mähren und Schlesien (DFVfMuSch), byla sportovní asociace podřízená Rakouskému fotbalovému svazu (Österreichischer Fussball-Verband), která organizovala fotbalovou soutěž Mistrovství Moravy a Slezska.
První pokus o založení svazu proběhl již v prosinci 1911 iniciovaný členem BBSV - R. Jendrzejowskim, ale zástupci jednotlivých klubů se nedohodli na podmínkách. K samotnému ustavení nakonec došlo 13. července 1913 v Moravské Ostravě. Sídlem svazu bylo Bílsko. 
V březnu 1919 byl svaz přestěhován z Bílska do Opavy, kde se Adolf Möller stal prvním poválečným předsedou svazu. Koncem června 1919 došlo k dohodě mezi Německým fotbalovým svazem pro Čechy (německy Deutscher Fussball-Verband für Böhmen) a Německým fotbalovým svazem pro Moravu a Slezsko k dohodě o sloučení pod společným názvem Německý fotbalový svaz pro ČSR, německy Deutscher Fussball-Verband für die ČSR.

## Předsedové
- Rudolf Jendrzejowski (1913 - 1918)[4]
- Adolf Möller (1919 - 1919)[1]

## Zakládající členové

### Morava
okres Brno:
- DFC Brünn

### Slezsko
okres Bílsko:
- Bielitz-Bialaer SV
- DSC Teschen
- DSV Witkowitz
- SpVgg Friedek

okres Opava:
- FC DSB Troppau
- DFV Rekord Troppau
- DFV Silesia Troppau
- DSV Troppau